# Genetische screening
Bij genetische screening wordt via een eenvoudige bloedproef de erfelijke constitutie van individuen in kaart gebracht, ook wel de genenkaart genoemd, waarop niet alleen de erfelijke afwijkingen geregistreerd staan die al tot ontwikkeling zijn gekomen, maar ook de erfelijke afwijkingen die iemand op kortere of langere termijn nog te verwachten kan hebben.
Genetica (erfelijkheidsleer) houdt zich bezig met erfelijke eigenschappen, dit zijn de aangeboren verschillen en overeenkomsten tussen de opeenvolgende generaties.
Screening (bevolkingsonderzoek) is het onderzoeken van een (in principe) gezonde populatie om asymptomatische gevallen van een ziekte of aandoening op het spoor te komen, in de veronderstelling dat deze aandoening in een vroeg stadium misschien beter te behandelen is.
Doelen van genetische screening zijn: preventie, vroege opsporing, behandeling, reproductieve keuzes en leefstijl keuzes.